# 中の沢川 (曖昧さ回避)
中の沢川（なかのさわがわ）
- 中の沢川 (雄武町) - 北海道紋別郡雄武町を流れる幌内川水系オシトツナイ沢川の支流
- 中の沢川 (札幌市南区) - 北海道札幌市南区を流れる石狩川水系北の沢川の支流。五号ノ沢（ごごうのさわ）
- 中の沢川 (札幌市南区豊滝) - 北海道札幌市南区豊滝を流れる石狩川水系石狩川支流豊平川の支流
- 中の沢川 (函館市) - 北海道函館市を流れる松倉川水系湯の沢川の支流
- 中の沢川 (函館市字寒川) - 北海道函館市の旧字、字寒川を流れる川。函館山を参照